# توماس جی. وبستر
توماس جی. وبستر (انگلیسی: Thomas J. Webster) دانشمند در زمینه شیمی و مهندسی پزشکی اهل آمریکا بود.